# Капорали, Чезаре
Чезаре Капорали (итал. Cesare Caporali; 1531—1601) — итальянский поэт, подражатель Берни.
Приобрёл славу сатирами, сделавшими его одним из главных представителей стиля бернеско; некоторые из современников ставили его даже выше Берни. Капорали написал аллегорическую поэму «Capitoli», «Viaggio di Parnasso», фантастическое «Vita di Mecenate», «I Giardini di Mecenate», «I Esequie di Mecenate» и др. Полное собрание его стихотворений — «Rime etc.» (Перуджия, 1776).